# Talme Elazar
Talme Elazar (hebr. תלמי אלעזר) – moszaw położony w Samorządzie Regionu Menasze, w dystrykcie Hajfa, w Izraelu.

## Położenie
Moszaw Talme Elazar jest położony na południe od masywu Góry Karmel, w pobliżu miasta Hadera.

## Historia
Moszaw został założony w 1952 roku przez imigrantów z Europy Wschodniej i Iranu.

## Gospodarka
Gospodarka moszawu opiera się na intensywnym rolnictwie i szklarniach.
Na wschód od moszawu znajduje się baza lotnicza En Szemer, która jest wykorzystywana także do celów cywilnych.